# Без кінця (фільм)
Без кінця (пол. Bez końca) — польський фільм 1984 року, режисера Кшиштофа Кесльовського.

## Опис
1982 рік, Польща в умовах воєнного стану. Від серцевого нападу помирає Антек Жиро — адвокат від бога. Його дружина Урсула усвідомлює, що її існування втратило сенс. Антек був для неї найближчою людиною. Ні робота перекладачем, ні виховання сина не можуть повернути їй смак до життя. Щиро бажаючи допомогти Йоанні, чоловіка якої захищав Антек і якого звинувачували в організації страйку, Урсула знаходить нового адвоката. Літній пан Лабрадор перед відходом на пенсію всупереч своїм ідейним принципам береться за політичну справу.

## У ролях
- Урсула Жиро — Гражина Шаполовська
- Йоанна Стах — Марія Пакульніс
- Адвокат Мечислав Лабрадор — Олександр Бардіні
- Антек Жиро — Єжи Радзівіловіч
- Дарек Стах — Артур Барцись